# Municipio de Buffalo (condado de Morgan)
El municipio de Buffalo (en inglés: Buffalo Township) es un municipio ubicado en el condado de Morgan en el estado estadounidense de Misuri. En el año 2010 tenía una población de 2112 habitantes y una densidad poblacional de 7,18 personas por km².

## Geografía
El municipio de Buffalo se encuentra ubicado en las coordenadas 38°17′4″N 92°57′4″O / 38.28444, -92.95111. Según la Oficina del Censo de los Estados Unidos, el municipio tiene una superficie total de 293.98 km², de la cual 279,92 km² corresponden a tierra firme y (4,78 %) 14,06 km² es agua.

## Demografía
Según el censo de 2010, había 2112 personas residiendo en el municipio de Buffalo. La densidad de población era de 7,18 hab./km². De los 2112 habitantes, el municipio de Buffalo estaba compuesto por el 94,93 % blancos, el 0,19 % eran afroamericanos, el 0,95 % eran amerindios, el 0,33 % eran asiáticos, el 0,05 % eran de otras razas y el 3,55 % eran de una mezcla de razas. Del total de la población el 0,62 % eran hispanos o latinos de cualquier raza.